# Friedrich Schleiermacher
Friedrich Daniel Ernst Schleiermacher (German: [ˈʃlaɪɐˌmaχɐ]; 21 tháng 11 năm 1768 - 12 tháng 2 năm 1834) là một nhà thần học, triết gia, và học giả Kinh thánh người Đức. Ông nổi tiếng vì nỗ lực hòa giải những chỉ trích của Thời kỳ Khai sáng đối với Tin Lành cổ điển. Ông cũng có ảnh hưởng lớn đến sự phát triển của ngành phê bình lịch sử. Các tác phẩm của ông là một phần của nền tảng lĩnh vực thông diễn học hiện đại. Do ảnh hưởng sâu sắc của ông đến tư tưởng Kitô giáo sau đó, ông thường được gọi là "Cha đẻ của thần học tự do hiện đại" và được coi là một nhà lãnh đạo trong Kitô giáo tự do giai đoạn đầu. Các phong trào Neo-Chính thống giáo của thế kỷ XX, thường (mặc dù không phải không có thách thức) với Karl Barth đi đầu, là một trong nhiều nỗ lực thách thức ảnh hưởng của Schleiermacher.

## Sách tham khảo
Tiếng Anh
- Barth, Karl. The Theology of Schleiermacher. trans. Geoffrey Bromiley. Grand Rapids, Michigan: Eerdmans, 1982.
- Barth, Karl. "Schleiermacher," in Protestant Theology from Rousseau to Ritschl. New York: Harper, 1959. Ch. VIII, pp. 306–354.
- Brandt, R. B. The Philosophy of Schleiermacher: The Development of his Theory of Scientific and Religious Knowledge. Westport, CT: 1968.
- Crouter, Richard. Friedrich Schleiermacher: Between Enlightenment and Romanticism. Cambridge: Cambridge University Press: 2008.
- Gadamer, Hans-Georg. Truth and Method, 2nd revised ed. tr. Joel Weinsheimer and Donald. Marshall. New York: Continuum, 1994.
- Kenklies, K. (2012). "Educational theory as topological rhetoric. The concepts of pedagogy of Johann Friedrich Herbart and Friedrich Schleiermacher". Studies in Philosophy and Education. 31: 265–273. doi:10.1007/s11217-012-9287-6.
- Kenklies, Karsten. "Schleiermacher, Friedrich Daniel Ernst". In Encyclopedia of Educational Theory and Philosophy. Edited by D.C. Phillips. Thousand Oaks: SAGE Publications, 2014, pp. 733–735.
- Kirn, O. "Schleiermacher, Friedrich Daniel Ernst." The New Schaff-Herzog Encyclopedia of Religious Knowledge. Vol. X. New York: Funk and Wagnalls, 1911. pp. 240–246.
- Mariña, Jacqueline, ed. The Cambridge Companion to Schleiermacher. Cambridge: Cambridge University Press, 2005.
- Munro, Robert. Schleiermacher: Personal and Speculative. Paisley: A. Gardner, 1903.
- Niehbuhr, Richard R. Schleiermacher on Christ and Religion: A New Introduction. New York: Scribners, 1964.
- Park, Jae-Eun. "Schleiermacher's Perspective on Redemption: A Fulfillment of the coincidentia oppositorum between the Finite and the Infinite in Participation with Christ." Journal of Reformed Theology 9/3 (2015): 270-294.
- Selbie, W. E. Schleiermacher: A Critical and Historical Study. New York: Dutton, 1913.
- Kerber, Hannes. "Strauss and Schleiermacher. An Introduction to 'Exoteric Teaching". In Reorientation: Leo Strauss in the 1930s. Edited by Martin D. Yaffe and Richard S. Ruderman. New York: Palgrave, 2014, pp. 203–214.

Tiếng Pháp
- Berman, Antoine. L'épreuve de l'étranger. Culture et traduction dans l'Allemagne romantique: Herder, Goethe, Schlegel, Novalis, Humboldt, Schleiermacher, Hölderlin, Paris, Gallimard, Essais, 1984. ISBN 978-2-07-070076-9